# Wexler (cráter)

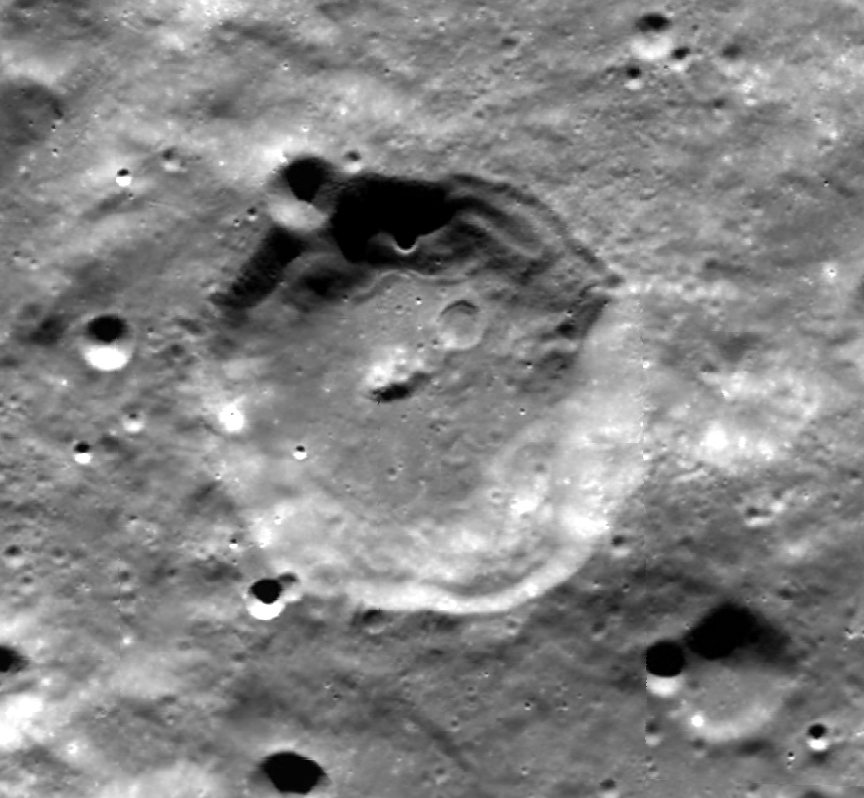
Fotografía de la misión Clementine (1994)

Wexler es un cráter de impacto situado en la región sur-sureste de la Luna. En esta ubicación no se pueden observar sus detalles desde la Tierra, y se debe contemplar desde naves en órbita para ver la mayor parte de su estructura. Se encuentra unos cien kilómetros al norte del cráter más grande Hale, y al sur-sureste de Petrov.
|  |

El borde de este cráter conserva gran parte de su estructura original, aunque las características se han redondeado y desgastado en comparación con Hale, más reciente. El borde tiene una apariencia poligonal en la mayor parte del perímetro, con rastros de aterrazamientos en numerosas secciones de la pared interna. Un pequeño cráter atraviesa el borde noroeste, pero la formación no está marcada perceptiblemente por otros impactos. El suelo interior es relativamente plano y nivelado, con un pico central cerca del punto medio. Existe un cráter palimpsesto al noreste del pico central.
A medio diámetro al norte y al este se localiza una amplia fisura parecida a un valle en la superficie. La parte más estrecha de este corte está situada al este de Wexler, y desde allí sigue un curso casi recto, ensanchándose hacia el noreste, al norte de Wexler.

## Cráteres satélite
Por convención estos elementos son identificados en los mapas lunares poniendo la letra en el lado del punto medio del cráter que está más cerca de Wexler.
|        | \| Wexler \| Coordenadas \| Diámetro \| \| ------ \| ----------------------------- \| -------- \| \| E \| 68°48′S 95°30′E / -68.8, 95.5 \| 23 km \| \| H \| 70°30′S 96°42′E / -70.5, 96.7 \| 14 km \| \| U \| 68°12′S 82°00′E / -68.2, 82.0 \| 51 km \| \| V \| 68°00′S 83°54′E / -68.0, 83.9 \| 21 km \| |          |
| Wexler | Coordenadas | Diámetro |
| E      | 68°48′S 95°30′E / -68.8, 95.5 | 23 km    |
| H      | 70°30′S 96°42′E / -70.5, 96.7 | 14 km    |
| U      | 68°12′S 82°00′E / -68.2, 82.0 | 51 km    |
| V      | 68°00′S 83°54′E / -68.0, 83.9 | 21 km    |